# Sopetrán
Sopetrán è un comune della Colombia facente parte del dipartimento di Antioquia.
Il centro abitato venne fondato da Francisco Herrera Campuzano nel 1616, mentre l'istituzione del comune è del 1814.